# كريستوفر كنودسن
كريستوفر كنودسن (بالدنماركية: Kristoffer Knudsen)‏ هو لاعب كرة الريشة دنماركي، ولد في 19 فبراير 1991.

## وصلات خارجية
- كريستوفر كنودسن على موقع BWF.tournamentsoftware.com (الإنجليزية)
- كريستوفر كنودسن على موقع BWFbadminton.com (الإنجليزية)